# NGC 5061
NGC 5061 (również PGC 46330) – galaktyka eliptyczna (E), znajdująca się w gwiazdozbiorze Hydry. Odkrył ją William Herschel 28 marca 1786 roku.
W galaktyce zaobserwowano do tej pory dwie supernowe – SN 1996X i SN 2005cn.